# Sezonul de Formula 1 din 1958
Sezonul de Formula 1 din 1958 a fost cel de-al 12-lea sezon al curselor auto de Formula 1 FIA. A inclus cea de-a noua ediție a Campionatului Mondial al Piloților, și prima ediție a Cupei Internaționale pentru Constructorii de F1. Sezonul a fost disputat pe parcursul a unsprezece curse, începând cu Marele Premiu al Argentinei pe 19 ianuarie și terminându-se cu Marele Premiu al Marocului pe 19 octombrie. În 1958 s-au desfășurat și alte cinci curse care nu au făcut parte din campionat.
Acesta a fost primul sezon de Formula 1 în care a fost acordat un titlu pentru construtori, Cupa Internațională pentru Constructorii de F1, fiind disputată concomitent cu Campionatul Mondial al Piloților, cu excepția cursei Indianapolis 500 care nu a contat pentru Cupă. Englezul Mike Hawthorn a câștigat titlul la piloți după o luptă strânsă cu compatriotul Stirling Moss, iar Vanwall a câștigat premiul inaugural pentru constuctori în fața lui Ferrari. Hawthorn s-a retras din cursele auto la sfârșitul sezonului, doar pentru a muri trei luni mai târziu, după un accident rutier. A fost prima dintre cele două ocazii din istoria Formulei 1 în care un pilot a câștigat campionatul, câștigând o singură cursă în sezon, cealaltă fiind Keke Rosberg în 1982.
Sezonul a fost unul dintre cele mai importante și tragice sezoane din istoria Formulei 1. Patru piloți au murit în patru curse diferite în acest sezon. Italianul Luigi Musso într-un Ferrari de fabrică în timpul Marelui Premiu al Franței de la Reims; Coechipierul lui Musso, englezul Peter Collins în timpul Marelui Premiu al Germaniei de la Nürburgring, englezul Stuart Lewis-Evans în Vanwall-ul său la Marele Premiu al Marocului de la Casablanca, și americanul Pat O'Connor la Indianapolis 500. Hawthorn s-a retras din cursele cu motor după succesul său, dar a murit într-un accident rutier doar câteva luni mai târziu. Acest sezon a fost, de asemenea, ultimul an de curse de Grand Prix în care grila a fost dominată de mașini cu motor frontal; acesta a fost cazul încă de la începutul anilor 1900, când cursele de mașini aveau loc în evenimente informale în Europa și Statele Unite. Sezoanele 1959 și 1960 urmau să fie ani de tranziție, în care grilele de la evenimentele de Grand Prix ar prezenta tot mai multe mașini cu motor central și mai puține mașini cu motor frontal. Mașinile cu motor central, cu o așezare pe drum mai bună, un confort sporit de condus, o greutate mai ușoară și ușurință în anvelope și componente mecanice (în special frâne), au fost calea de urmat. Chiar și un tradiționalist de modă veche precum Enzo Ferrari a trebuit să recunoască faptul că mașinile cu motor central erau ceea ce avea nevoie echipa sa pentru a fi competitivă, iar Ferrari nu a avut o mașină cu motor central pregătită pentru curse decât în 1961.

## Rezumatul sezonului
Deși nu s-au modificat parametrii motoarelor utilizate, combustibilul bazat pe alcool a fost definitiv înlocuit cu benzina comercială. De asemenea, s-a hotărât ca o cursă să se dispute fie pe o distanță minimă de 300 de kilometri, fie pe parcursul a două ore. În acest sezon s-a introdus și o competiție între constructori, pe lângă cea între piloți, competiție în care Vanwall a ocupat prima poziție. Victoria finală în clasamentul piloților i-a revenit lui Mike Hawthorn de la Ferrari, care s-a impus la limită în fața compatriotului său, Stirling Moss. Cele 4 curse câștigate de Moss s-au dovedit a fi insuficiente, Hawthorn devenind campion mondial obținând 5 locuri secunde în cele 10 curse la care a participat. După Marele Premiu al Portugaliei, antepenultima cursă a sezonului, Hawthorn a suferit o penalizare, dar Moss a vorbit sportiv pentru el, iar punctele pe care Hawthorn a fost capabil să le păstreze i-au permis ulterior să treacă înaintea lui Moss pentru titlu.
Juan Manuel Fangio, pilotul care a dominat anii de debut ai Campionatului Mondial, a luat startul în numai două curse, retrăgându-se din viața sportivă după Marele Premiu al Franței. El a rămas unul dintre cei mai valoroși piloți de F1 din toate timpurile. Echipa Cooper-Climax, patronată de Rob Walker, a uimit asistența prin cele două victorii din debutul sezonului. Mașina cu care au concurat piloții acestui constructor privat era o mașină cu motor pe spate. Victoriile sale au fost aduse de: Stirling Moss în Argentina (Vanwall - echipa lui Moss - nu a participat) și de Maurice Trintignant la Monaco. După câștigarea trofeului suprem, Hawthorn s-a retras și el din activitate, dar a decedat la începutul anului 1959, în urma unui accident de mașină, pe șosea. Luigi Musso a murit în Marele Premiu al Franței, Peter Collins în Marele Premiu al Germaniei, o lună mai târziu, iar Stuart Lewis-Evans și-a pierdut viața în ultima cursă a sezonului. Tot în acest an, Maria Teresa de Filippis a devenit prima femeie care a concurat într-o cursă de Campionat Mondial.

## Piloții și echipele înscrise în campionat
Următorii piloți și constructori au participat în Campionatul Mondial al Piloților din 1958 și în Cupa Internațională a Constructorilor de F1 din 1958.
| Imagine          | Concurent                | Constructor | Motor                               | Șasiu   | Pneu | Piloți                   | Piloți          |
| ---------------- | ------------------------ | ----------- | ----------------------------------- | ------- | ---- | ------------------------ | --------------- |
| Imagine          | Concurent                | Constructor | Motor                               | Șasiu   | Pneu | Numele pilotului         | Etape           |
| BRM P25          | Owen Racing Organisation | BRM         | BRM P25 2,5 L4                      | P25     | D    | Jean Behra               | 2–3, 5–11       |
| BRM P25          | Owen Racing Organisation | BRM         | BRM P25 2,5 L4                      | P25     | D    | Harry Schell             | 2–3, 5–11       |
| BRM P25          | Owen Racing Organisation | BRM         | BRM P25 2,5 L4                      | P25     | D    | Maurice Trintignant      | 6               |
| BRM P25          | Owen Racing Organisation | BRM         | BRM P25 2,5 L4                      | P25     | D    | Jo Bonnier               | 10–11           |
| BRM P25          | Owen Racing Organisation | BRM         | BRM P25 2,5 L4                      | P25     | D    | Ron Flockhart            | 11              |
| Connaught Type B | Bernie C. Ecclestone     | Connaught   | Alta GP 2,5 L4                      | Type B  | A    | Bernie Ecclestone        | 2               |
| Connaught Type B | Bernie C. Ecclestone     | Connaught   | Alta GP 2,5 L4                      | Type B  | A    | Bruce Kessler            | 2               |
| Connaught Type B | Bernie C. Ecclestone     | Connaught   | Alta GP 2,5 L4                      | Type B  | A    | Paul Emery               | 2               |
| Connaught Type B | Bernie C. Ecclestone     | Connaught   | Alta GP 2,5 L4                      | Type B  | A    | Jack Fairman             | 7               |
| Connaught Type B | Bernie C. Ecclestone     | Connaught   | Alta GP 2,5 L4                      | Type B  | A    | Ivor Bueb                | 7               |
| Cooper T45       | Cooper Car Company       | Cooper      | Climax FPF 2,0 L4                   | T45 T44 | D    | Jack Brabham             | 2–3, 5–7, 9–10  |
| Cooper T45       | Cooper Car Company       | Cooper      | Climax FPF 2,0 L4                   | T45 T44 | D    | Roy Salvadori            | 2–3, 5–11       |
| Cooper T45       | Cooper Car Company       | Cooper      | Climax FPF 2,0 L4                   | T45 T44 | D    | Ian Burgess              | 7               |
| Cooper T45       | Cooper Car Company       | Cooper      | Climax FPF 2,0 L4                   | T45 T44 | D    | Jack Fairman             | 11              |
| Ferrari 246 F1   | Scuderia Ferrari         | Ferrari     | Ferrari 143 2,4 V6                  | 246 F1  | E    | Luigi Musso              | 1–3, 5–6        |
| Ferrari 246 F1   | Scuderia Ferrari         | Ferrari     | Ferrari 143 2,4 V6                  | 246 F1  | E    | Peter Collins            | 1–3, 5–8        |
| Ferrari 246 F1   | Scuderia Ferrari         | Ferrari     | Ferrari 143 2,4 V6                  | 246 F1  | E    | Mike Hawthorn            | 1–3, 5–11       |
| Ferrari 246 F1   | Scuderia Ferrari         | Ferrari     | Ferrari 143 2,4 V6                  | 246 F1  | E    | Wolfgang von Trips       | 2, 6–10         |
| Ferrari 246 F1   | Scuderia Ferrari         | Ferrari     | Ferrari 143 2,4 V6                  | 246 F1  | E    | Olivier Gendebien        | 5, 10–11        |
| Ferrari 246 F1   | Scuderia Ferrari         | Ferrari     | Ferrari 143 2,4 V6                  | 246 F1  | E    | Phil Hill                | 10–11           |
| Lotus 16         | Team Lotus               | Lotus       | Climax FPF 2,0 L4 Climax FPF 2,2 L4 | 12 16   | D    | Cliff Allison            | 2–3, 5–8, 10–11 |
| Lotus 16         | Team Lotus               | Lotus       | Climax FPF 2,0 L4 Climax FPF 2,2 L4 | 12 16   | D    | Graham Hill              | 2–3, 5–7, 9–11  |
| Lotus 16         | Team Lotus               | Lotus       | Climax FPF 2,0 L4 Climax FPF 2,2 L4 | 12 16   | D    | Alan Stacey              | 7               |
| Maserati 250F    | Scuderia Sud Americana   | Maserati    | Maserati 250F1 2,5 L6               | 250F    | P    | Juan Manuel Fangio       | 1               |
| Maserati 250F    | Scuderia Sud Americana   | Maserati    | Maserati 250F1 2,5 L6               | 250F    | P    | Carlos Menditeguy        | 1               |
| Maserati 250F    | Ken Kavanagh             | Maserati    | Maserati 250F1 2,5 L6               | 250F    | P    | Jean Behra               | 1               |
| Maserati 250F    | Ken Kavanagh             | Maserati    | Maserati 250F1 2,5 L6               | 250F    | P    | Luigi Taramazzo          | 2               |
| Maserati 250F    | Ken Kavanagh             | Maserati    | Maserati 250F1 2,5 L6               | 250F    | P    | Ken Kavanagh             | 2, 5            |
| Maserati 250F    | Jo Bonnier               | Maserati    | Maserati 250F1 2,5 L6               | 250F    | P    | Harry Schell             | 1               |
| Maserati 250F    | Jo Bonnier               | Maserati    | Maserati 250F1 2,5 L6               | 250F    | P    | Jo Bonnier               | 2–3, 5, 7, 9    |
| Maserati 250F    | Jo Bonnier               | Maserati    | Maserati 250F1 2,5 L6               | 250F    | P    | Phil Hill                | 6               |
| Maserati 250F    | Jo Bonnier               | Maserati    | Maserati 250F1 2,5 L6               | 250F    | P    | Giulio Cabianca          | 10              |
| Maserati 250F    | Jo Bonnier               | Maserati    | Maserati 250F1 2,5 L6               | 250F    | P    | Hans Herrmann            | 10–11           |
| Maserati 250F    | Francesco Godia Sales    | Maserati    | Maserati 250F1 2,5 L6               | 250F    | P    | Paco Godia               | 1–2, 5–6        |
| Maserati 250F    | H.H. Gould               | Maserati    | Maserati 250F1 2,5 L6               | 250F    | D    | Horace Gould             | 1–3             |
| Maserati 250F    | H.H. Gould               | Maserati    | Maserati 250F1 2,5 L6               | 250F    | D    | Masten Gregory           | 3               |
| Maserati 250F    | Maria Teresa de Filippis | Maserati    | Maserati 250F1 2,5 L6               | 250F    | P    | Maria Teresa de Filippis | 2, 5, 10        |
| Maserati 250F    | Giorgio Scarlatti        | Maserati    | Maserati 250F1 2,5 L6               | 250F    | P    | Giorgio Scarlatti        | 2–3             |
| Maserati 250F    | Giorgio Scarlatti        | Maserati    | Maserati 250F1 2,5 L6               | 250F    | P    | Jo Bonnier               | 6               |
| Maserati 250F    | Scuderia Centro Sud      | Maserati    | Maserati 250F1 2,5 L6               | 250F    | P    | Gerino Gerini            | 2, 6–7, 10–11   |
| Maserati 250F    | Scuderia Centro Sud      | Maserati    | Maserati 250F1 2,5 L6               | 250F    | P    | Maurice Trintignant      | 5               |
| Maserati 250F    | Scuderia Centro Sud      | Maserati    | Maserati 250F1 2,5 L6               | 250F    | P    | Masten Gregory           | 5               |
| Maserati 250F    | Scuderia Centro Sud      | Maserati    | Maserati 250F1 2,5 L6               | 250F    | P    | Wolfgang Seidel          | 5, 11           |
| Maserati 250F    | Scuderia Centro Sud      | Maserati    | Maserati 250F1 2,5 L6               | 250F    | P    | Carroll Shelby           | 6–7, 10         |
| Maserati 250F    | Scuderia Centro Sud      | Maserati    | Maserati 250F1 2,5 L6               | 250F    | P    | Troy Ruttman             | 6, 8            |
| Maserati 250F    | Scuderia Centro Sud      | Maserati    | Maserati 250F1 2,5 L6               | 250F    | P    | Jo Bonnier               | 8               |
| Maserati 250F    | Scuderia Centro Sud      | Maserati    | Maserati 250F1 2,5 L6               | 250F    | P    | Hans Herrmann            | 8               |
| Maserati 250F    | Scuderia Centro Sud      | Maserati    | Maserati 250F1 2,5 L6               | 250F    | P    | Cliff Allison            | 9               |
| Maserati 250F    | Scuderia Centro Sud      | Maserati    | Maserati 250F1 2,5 L6               | 250F    | P    | Maria Teresa de Filippis | 9               |
| Maserati 250F    | André Testut             | Maserati    | Maserati 250F1 2,5 L6               | 250F    | P    | André Testut             | 2               |
| Maserati 250F    | André Testut             | Maserati    | Maserati 250F1 2,5 L6               | 250F    | P    | Louis Chiron             | 2               |
| Maserati 250F    | Juan Manuel Fangio       | Maserati    | Maserati 250F1 2,5 L6               | 250F    | P    | Juan Manuel Fangio       | 6               |
| Maserati 250F    | Temple Buell             | Maserati    | Maserati 250F1 2,5 L6               | 250F    | D    | Carroll Shelby           | 9–10            |
| Maserati 250F    | Temple Buell             | Maserati    | Maserati 250F1 2,5 L6               | 250F    | D    | Masten Gregory           | 10–11           |
|                  | OSCA Automobili          | OSCA        | OSCA 372 1,5 L4                     | F2      | P    | Giulio Cabianca          | 2               |
| Luigi Piotti     | OSCA Automobili          | OSCA        | OSCA 372 1,5 L4                     | F2      | P    | 2                        |                 |
| Porsche RSK      | Ecurie Maarsbergen       | Porsche     | Porsche 547/3 1,5 F4                | RSK     | D    | Carel Godin de Beaufort  | 3               |
| Vanwall VW 5     | Vandervell Products      | Vanwall     | Vanwall 254 2,5 L4                  | VW 5    | D    | Stirling Moss            | 2–3, 5–11       |
| Vanwall VW 5     | Vandervell Products      | Vanwall     | Vanwall 254 2,5 L4                  | VW 5    | D    | Tony Brooks              | 2–3, 5–11       |
| Vanwall VW 5     | Vandervell Products      | Vanwall     | Vanwall 254 2,5 L4                  | VW 5    | D    | Stuart Lewis-Evans       | 2–3, 5–7, 9–11  |

Piloții și echipele private care nu și-au construit propriul șasiu și au folosit șasiurile constructorilor existenți sunt arătați mai jos.
| Concurent                 | Constructor afiliat | Motor             | Șasiu   | Pneu | Piloți              | Piloți    |
| ------------------------- | ------------------- | ----------------- | ------- | ---- | ------------------- | --------- |
| Concurent                 | Constructor afiliat | Motor             | Șasiu   | Pneu | Numele pilotului    | Etape     |
| R.R.C. Walker Racing Team | Cooper              | Climax FPF 2,0 L4 | T43 T45 | C D  | Stirling Moss       | 1         |
| R.R.C. Walker Racing Team | Cooper              | Climax FPF 2,0 L4 | T43 T45 | C D  | Maurice Trintignant | 2–3, 7–11 |
| R.R.C. Walker Racing Team | Cooper              | Climax FPF 2,0 L4 | T43 T45 | C D  | Ron Flockhart       | 2         |

- Notă: Tabelele de mai sus nu includ piloții și echipele care au participat doar la cursa de Campionat Mondial de la Indianapolis.

## Calendar
Următoarele zece Mari Premii și Indianapolis 500 au avut loc în 1958.
| 1.                                      | 2.                                           | 3.                                       | 4.                                  |
| --------------------------------------- | -------------------------------------------- | ---------------------------------------- | ----------------------------------- |
| Marele Premiu al Argentinei 19 ianuarie | Marele Premiu al Principatului Monaco 18 mai | Marele Premiu al Țărilor de Jos 26 mai   | Indianapolis 500 30 mai             |
| Buenos Aires (P)                        | Monaco (S)                                   | Zandvoort (P)                            | Indianapolis (P)                    |
| 5.                                      | 6.                                           | 7.                                       | 8.                                  |
| Marele Premiu al Belgiei 15 iunie       | Marele Premiu al Franței 6 iulie             | Marele Premiu al Marii Britanii 19 iulie | Marele Premiu al Germaniei 3 august |
| Spa-Francorchamps (S)                   | Reims-Gueux (S)                              | Silverstone (P)                          | Nürburgring (P)                     |
| 9.                                      | 10.                                          | 11.                                      |                                     |
| Marele Premiu al Portugaliei 24 august  | Marele Premiu al Italiei 7 septembrie        | Marele Premiu al Marocului 19 octombrie  |                                     |
| Boavista (S)                            | Monza (P)                                    | Ain-Diab (S)                             |                                     |
| (P) - pistă; (S) - stradă.              |                                              |                                          |                                     |

## Rezultate și clasamente

### Marile Premii
| Etapa | Mare Premiu                | Pole position      | Cel mai rapid tur  | Pilotul câștigător  | Constructorul câștigător | Pneu | Lider | Lider |
| Etapa | Mare Premiu                | Pole position      | Cel mai rapid tur  | Pilotul câștigător  | Constructorul câștigător | Pneu | Pilot | Dif.  |
| ----- | -------------------------- | ------------------ | ------------------ | ------------------- | ------------------------ | ---- | ----- | ----- |
| 1     | MP al Argentinei           | Juan Manuel Fangio | Juan Manuel Fangio | Stirling Moss       | Cooper-Climax            | C    | MOS   | 2     |
| 2     | MP al Principatului Monaco | Tony Brooks        | Mike Hawthorn      | Maurice Trintignant | Cooper-Climax            | D    | MUS   | 4     |
| 3     | MP al Țărilor de Jos       | Stuart Lewis-Evans | Stirling Moss      | Stirling Moss       | Vanwall                  | D    | MOS   | 5     |
| 4     | Indianapolis 500           | Dick Rathmann      | Tony Bettenhausen  | Jimmy Bryan         | Epperly-Offenhauser      | F    | MOS   | 5     |
| 5     | MP al Belgiei              | Mike Hawthorn      | Mike Hawthorn      | Tony Brooks         | Vanwall                  | D    | MOS   | 3     |
| 6     | MP al Franței              | Mike Hawthorn      | Mike Hawthorn      | Mike Hawthorn       | Ferrari                  | E    | MOS   | 0     |
| 7     | MP al Marii Britanii       | Stirling Moss      | Mike Hawthorn      | Peter Collins       | Ferrari                  | E    | HAW   | 7     |
| 8     | MP al Germaniei            | Mike Hawthorn      | Stirling Moss      | Tony Brooks         | Vanwall                  | D    | HAW   | 6     |
| 9     | MP al Portugaliei          | Stirling Moss      | Mike Hawthorn      | Stirling Moss       | Vanwall                  | D    | HAW   | 4     |
| 10    | MP al Italiei              | Stirling Moss      | Phil Hill          | Tony Brooks         | Vanwall                  | D    | HAW   | 8     |
| 11    | MP al Marocului            | Mike Hawthorn      | Stirling Moss      | Stirling Moss       | Vanwall                  | D    | HAW   | 1     |

### Clasament Campionatul Mondial al Piloților
Punctele au fost acordate pe o bază de 8–6–4–3–2 primilor cinci clasați în fiecare cursă, cu un punct suplimentar revenind pilotului care a stabilit cel mai rapid tur al cursei (dacă cel mai rapid tur a fost realizat de mai mulți piloți, punctul se va împărți egal la fiecare pilot). Doar cele mai bune șase rezultate au fost luate în considerare pentru Campionatul Mondial. FIA nu a acordat o clasificare în campionat acelor piloți care nu au obținut puncte.
| Poz. | Pilot                    | ARG  | MCO | NLD | 500 | BEL  | FRA  | GBR | DEU‡ | PRT | ITA | MAR‡ | Puncte  |
| ---- | ------------------------ | ---- | --- | --- | --- | ---- | ---- | --- | ---- | --- | --- | ---- | ------- |
| 1    | Mike Hawthorn            | (3)  | AbR | (5) |     | 2P R | 1P R | 2R  | AbP  | 2R  | 2   | 2P   | 42 (49) |
| 2    | Stirling Moss            | 1    | Ab  | 1R  |     | Ab   | 2    | AbP | AbR  | 1P  | AbP | 1R   | 41      |
| 3    | Tony Brooks              |      | AbP | Ab  |     | 1    | Ab   | 7   | 1    | Ab  | 1   | Ab   | 24      |
| 4    | Roy Salvadori            |      | Ab  | 4   |     | 8    | 11   | 3   | 2    | 9   | 5   | 7    | 15      |
| 5    | Peter Collins            | Ab   | 3   | Ab  |     | Ab   | 5    | 1   | Ab   |     |     |      | 14      |
| =    | Harry Schell             | 6    | 5   | 2   |     | 5    | Ab   | 5   | Ab   | 6   | Ab  | 5    | 14      |
| 7    | Maurice Trintignant      |      | 1   | 9   |     | 7    | Ab   | 8   | 3    | 8   | Ab  | Ab   | 12      |
| =    | Luigi Musso              | 2    | 2   | 7   |     | Ab   | Ab   |     |      |     |     |      | 12      |
| 9    | Stuart Lewis-Evans       |      | Ab  | AbP |     | 3    | Ab   | 4   |      | 3   | Ab  | Ab   | 11      |
| 10   | Phil Hill                |      |     |     |     |      | 7    |     |      |     | 3R  | 3    | 9       |
| =    | Jean Behra               | 5    | Ab  | 3   |     | Ab   | Ab   | Ab  | Ab   | 4   | Ab  | Ab   | 9       |
| =    | Wolfgang von Trips       |      | Ab  |     |     |      | 3    | Ab  | 4    | 5   | Ab  |      | 9       |
| 13   | Jimmy Bryan              |      |     |     | 1   |      |      |     |      |     |     |      | 8       |
| 14   | Juan Manuel Fangio       | 4P R |     |     | NSC |      | 4    |     |      |     |     |      | 7       |
| 15   | George Amick             |      |     |     | 2   |      |      |     |      |     |     |      | 6       |
| 16   | Johnny Boyd              |      |     |     | 3   |      |      |     |      |     |     |      | 4       |
| =    | Tony Bettenhausen        |      |     |     | 4R  |      |      |     |      |     |     |      | 4       |
| 18   | Jack Brabham             |      | 4   | 8   |     | Ab   | 6    | 6   |      | 7   | Ab  |      | 3       |
| =    | Cliff Allison            |      | 6   | 6   |     | 4    | Ab   | Ab  | 10   | Ab  | 7   | 10   | 3       |
| =    | Jo Bonnier               |      | Ab  | 10  |     | 9    | 8    | Ab  | Ab   | Ab  | Ab  | 4    | 3       |
| 21   | Jim Rathmann             |      |     |     | 5   |      |      |     |      |     |     |      | 2       |
| —    | Masten Gregory           |      |     | Ab  |     | Ab   |      |     |      |     | 4   | 6    | 0       |
| —    | Carroll Shelby           |      |     |     |     |      | Ab   | 9   |      | Ab  | 4   |      | 0       |
| —    | Graham Hill              |      | Ab  | Ab  |     | Ab   | Ab   | Ab  |      | Ab  | 6   | 16   | 0       |
| —    | Olivier Gendebien        |      |     |     |     | 6    |      |     |      |     | Ab  | Ab   | 0       |
| —    | Jimmy Reece              |      |     |     | 6   |      |      |     |      |     |     |      | 0       |
| —    | Carlos Menditeguy        | 7    |     |     |     |      |      |     |      |     |     |      | 0       |
| —    | Don Freeland             |      |     |     | 7   |      |      |     |      |     |     |      | 0       |
| —    | Paco Godia               | 8    | NSC |     |     | Ab   | Ab   |     |      |     |     |      | 0       |
| —    | Jack Fairman             |      |     |     |     |      |      | Ab  |      |     |     | 8    | 0       |
| —    | Jud Larson               |      |     |     | 8   |      |      |     |      |     |     |      | 0       |
| —    | Gerino Gerini            |      | NSC |     |     |      | 9    | Ab  |      |     | Ab  | 12   | 0       |
| —    | Hans Herrmann            |      |     |     |     |      |      |     | Ab   |     | Ab  | 9    | 0       |
| —    | Horace Gould             | 9    | NSC | NS  |     |      |      |     |      |     |     |      | 0       |
| —    | Eddie Johnson            |      |     |     | 9   |      |      |     |      |     |     |      | 0       |
| —    | Maria Teresa de Filippis |      | NSC |     |     | 10   |      |     |      | Ab  | Ab  |      | 0       |
| —    | Troy Ruttman             |      |     |     | NSC |      | 10   |     | NS   |     |     |      | 0       |
| —    | Bill Cheesbourg          |      |     |     | 10  |      |      |     |      |     |     |      | 0       |
| —    | Carel Godin de Beaufort  |      |     | 11  |     |      |      |     |      |     |     |      | 0       |
| —    | Al Keller                |      |     |     | 11  |      |      |     |      |     |     |      | 0       |
| —    | Johnnie Parsons          |      |     |     | 12  |      |      |     |      |     |     |      | 0       |
| —    | Johnnie Tolan            |      |     |     | 13  |      |      |     |      |     |     |      | 0       |
| —    | Ian Burgess              |      |     |     |     |      |      | Ab  |      |     |     |      | 0       |
| —    | Ivor Bueb                |      |     |     |     |      |      | Ab  |      |     |     |      | 0       |
| —    | Wolfgang Seidel          |      |     |     |     | Ab   |      |     |      |     |     | Ab   | 0       |
| —    | Giorgio Scarlatti        |      | Ab  | Ab  |     |      |      |     |      |     |     |      | 0       |
| —    | Giulio Cabianca          |      | NSC |     |     |      |      |     |      |     | Ab  |      | 0       |
| —    | Ron Flockhart            |      | NSC |     |     |      |      |     |      |     |     | Ab   | 0       |
| —    | Bob Christie             |      |     |     | Ab  |      |      |     |      |     |     |      | 0       |
| —    | Dempsey Wilson           |      |     |     | Ab  |      |      |     |      |     |     |      | 0       |
| —    | A. J. Foyt               |      |     |     | Ab  |      |      |     |      |     |     |      | 0       |
| —    | Paul Russo               |      |     |     | Ab  |      |      |     |      |     |     |      | 0       |
| —    | Shorty Templeman         |      |     |     | Ab  |      |      |     |      |     |     |      | 0       |
| —    | Rodger Ward              |      |     |     | Ab  |      |      |     |      |     |     |      | 0       |
| —    | Billy Garrett            |      |     |     | Ab  |      |      |     |      |     |     |      | 0       |
| —    | Eddie Sachs              |      |     |     | Ab  |      |      |     |      |     |     |      | 0       |
| —    | Johnny Thomson           |      |     |     | Ab  |      |      |     |      |     |     |      | 0       |
| —    | Chuck Weyant             |      |     |     | Ab  |      |      |     |      |     |     |      | 0       |
| —    | Jack Turner              |      |     |     | Ab  |      |      |     |      |     |     |      | 0       |
| —    | Bob Veith                |      |     |     | Ab  |      |      |     |      |     |     |      | 0       |
| —    | Dick Rathmann            |      |     |     | AbP |      |      |     |      |     |     |      | 0       |
| —    | Ed Elisian               |      |     |     | Ab  |      |      |     |      |     |     |      | 0       |
| —    | Pat O'Connor             |      |     |     | Ab  |      |      |     |      |     |     |      | 0       |
| —    | Paul Goldsmith           |      |     |     | Ab  |      |      |     |      |     |     |      | 0       |
| —    | Jerry Unser              |      |     |     | Ab  |      |      |     |      |     |     |      | 0       |
| —    | Len Sutton               |      |     |     | Ab  |      |      |     |      |     |     |      | 0       |
| —    | Art Bisch                |      |     |     | Ab  |      |      |     |      |     |     |      | 0       |
| —    | Alan Stacey              |      |     |     |     |      |      | Ab  |      |     |     |      | 0       |
| —    | Mike Magill              |      |     |     | DSC |      |      |     |      |     |     |      | 0       |
| —    | Ken Kavanagh             |      | NSC |     |     | NS   |      |     |      |     |     |      | 0       |
| —    | Bruce Kessler            |      | NSC |     |     |      |      |     |      |     |     |      | 0       |
| —    | Paul Emery               |      | NSC |     |     |      |      |     |      |     |     |      | 0       |
| —    | André Testut             |      | NSC |     |     |      |      |     |      |     |     |      | 0       |
| —    | Luigi Piotti             |      | NSC |     |     |      |      |     |      |     |     |      | 0       |
| —    | Bernie Ecclestone        |      | NSC |     |     |      |      |     |      |     |     |      | 0       |
| —    | Luigi Taramazzo          |      | NSC |     |     |      |      |     |      |     |     |      | 0       |
| —    | Louis Chiron             |      | NSC |     |     |      |      |     |      |     |     |      | 0       |
| Poz. | Constructor              | ARG  | MCO | NLD | 500 | BEL  | FRA  | GBR | DEU‡ | PRT | ITA | MAR‡ | Puncte  |

| Legendă      | Legendă                                            |
| Culoare      | Rezultat                                           |
| ------------ | -------------------------------------------------- |
| Auriu        | Câștigător                                         |
| Argintiu     | Locul 2                                            |
| Bronz        | Locul 3                                            |
| Verde        | Alte locuri care punctează                         |
| Albastru     | Alte locuri                                        |
| Albastru     | Nu s-a clasat, dar a terminat cursa (NC)           |
| Purpuriu     | A abandonat cursa (Ab)                             |
| Negru        | Descalificat (DSC)                                 |
| Alb          | Nu a luat startul (NS)                             |
| Roșu         | Nu s-a calificat (NSC)                             |
| Fără culoare | Retras înainte de calificări (Ret)                 |
| Fără culoare | Exclus (EX)                                        |
| Fără culoare | Nu a participat (celulă goală)                     |
| Adnotare     | Însemnătate                                        |
| P            | Pole position                                      |
| R            | Cel mai rapid tur                                  |
| (6)          | Rezultatul nu a fost luat în considerare pentru CM |
| 1            | A împărțit mașina cu unul sau mai mulți piloți     |

Notă:
- – În Marele Premiu al Germaniei și cel al Marocului au fost înscriși și piloți care au concurat cu mașini de F2. Aceștia nu erau eligibili de puncte pentru campionat, indiferent de poziția în care încheiau cursa.

### Clasament Cupa Internațională pentru Constructorii de F1
Cupa Internațională pentru Constructorii de Formula 1 din 1958 a fost disputată în aceeași serie de curse ca și Campionatul Mondial al Piloților, cu excepția Indianapolis 500, care a contat doar pentru titlul la piloți. Punctele au fost acordate primilor cinci clasați la fiecare cursă pe o bază de 8–6–4–3–2. Cu toate acestea, un constructor a primit puncte doar pentru mașina sa cea mai bine clasată și doar cele mai bune șase rezultate din cele zece curse au contat pentru Cupa Internațională.
| Poz. | Constructor    | ARG | MCO | NLD | BEL | FRA | GBR | DEU | PRT | ITA | MAR | Puncte  |
| ---- | -------------- | --- | --- | --- | --- | --- | --- | --- | --- | --- | --- | ------- |
| 1    | Vanwall        |     | Ab  | 1   | 1   | (2) | (4) | 1   | 1   | 1   | 1   | 48 (57) |
| 2    | Ferrari        | 2   | 2   | (5) | 2   | 1   | 1   | (4) | 2   | (2) | (2) | 40 (57) |
| 3    | Cooper-Climax  | 1   | 1   | 4   | 8   | 6   | 3   | 2   | 7   | 5   | 7   | 31      |
| 4    | BRM            |     | 5   | 2   | 5   | Ab  | 5   | Ab  | 4   | Ab  | 4   | 18      |
| 5    | Maserati       | 4   | Ab  | 10  | 7   | 4   | 9   | Ab  | Ab  | 4   | 6   | 6       |
| 6    | Lotus-Climax   |     | 6   | 6   | 4   | Ab  | Ab  | 10  | Ab  | 6   | 10  | 3       |
| —    | Porsche        |     |     | 11  |     |     |     |     |     |     |     | 0       |
| —    | Connaught-Alta |     | NSC |     |     |     | Ab  |     |     |     |     | 0       |
| —    | OSCA           |     | NSC |     |     |     |     |     |     |     |     | 0       |
| Poz. | Constructor    | ARG | MCO | NLD | BEL | FRA | GBR | DEU | PRT | ITA | MAR | Puncte  |

## Curse non-campionat
Aceste curse n-au contat pentru Campionatul Mondial al Piloților sau Cupa Internațională pentru Constructorii de F1.
| Nume                             | Nume oficial                           | Circuit      | Dată        | Câștigător         | Constructor   |
| -------------------------------- | -------------------------------------- | ------------ | ----------- | ------------------ | ------------- |
| Marele Premiu de la Buenos Aires | XII Gran Premio Ciudad de Buenos Aires | Buenos Aires | 2 februarie | Juan Manuel Fangio | Maserati      |
| Trofeul Glover                   | VI Glover Trophy                       | Goodwood     | 7 aprilie   | Mike Hawthorn      | Ferrari       |
| Marele Premiu al Siracuzei       | VIII Gran Premio di Siracusa           | Siracuza     | 13 aprilie  | Luigi Musso        | Ferrari       |
| BARC Aintree 200                 | XIII BARC Aintree 200                  | Aintree      | 19 aprilie  | Stirling Moss      | Cooper-Climax |
| Trofeul Internațional BRDC       | X BRDC International Trophy            | Silverstone  | 3 mai       | Peter Collins      | Ferrari       |
| Marele Premiu al Caenului        | VI Grand Prix de Caen                  | Caen         | 20 iulie    | Stirling Moss      | Cooper-Climax |